# Övra Lampen
Övra Lampen är en sjö i Ljusdals kommun i Hälsingland och ingår i Ljusnans huvudavrinningsområde. Sjöns area är 0,025 kvadratkilometer och den befinner sig 430 meter över havet.